# Dianne Holum
Dianne Mary Holum (Chicago, 19 mei 1951) is een voormalig Amerikaans langebaanschaatsster.
Dianne Holum nam zeven opeenvolgende keren deel aan de Wereldkampioenschappen allround, driemaal aan de Wereldkampioenschappen sprint en tweemaal aan de Olympische Winterspelen (in 1968 en 1972).
Ze maakte op het WK Allround van 1966 in Trondheim op 14-jarige leeftijd haar internationale debuut. Het jaar erop werd ze in Deventer derde bij de WK Allround.
In 1968 behaalde ze de 17e plaats bij de WK Allround in Helsinki en bij de Winterspelen in Grenoble behaalde ze op de eerste dag op de 500 meter ze zilveren medaille. Op de 1000 meter werd ze twee dagen later derde.
In de jaren die volgden bleef Holum aan de top met twee vierde plaatsen (WK Allround 1970 en WK Allround 1971) en een bronzen plak op het WK Sprint van 1971 in Inzell. Eeuwige glorie behaalde ze op de Winterspelen van 1972 in Sapporo. Op de 1500 meter won Holum goud en werd daarmee de eerste Amerikaanse olympische schaatskampioene. Twee dagen later won ze zilver op de 3000 meter achter Stien Baas-Kaiser. In de maand na de Winterspelen werd Holum nog tweede op de WK Sprint in Eskilstuna en derde bij de WK Allround in Heerenveen.
Na het seizoen van 1972 stopte Holum op 20-jarige leeftijd met schaatsen. Ze nam echter geen afstand van de schaatssport. Holum werd schaatscoach en stond als zodanig bij Eric Heiden aan de zijlijn tijdens zijn grote successen, waaronder vijfmaal olympisch goud. Aan haar zeven deelnames aan het WK Allround hield ze acht afstandmedailles over (2-2-4) die ze in '67-'68 en '71-'72 behaalde.
Haar dochter, Kirstin Holum (29 juni 1980), was ook schaatsster. Kirstin Holum werd wereldkampioen junioren in 1997, maar besloot al gauw verder te leven als non.

## Resultaten
| Jaar | WK Allround | WK Sprint | Olympische Spelen        |
| ---- | ----------- | --------- | ------------------------ |
| 1966 | NC19        |           |                          |
| 1967 | Brons       |           |                          |
| 1968 | NC17        |           | 500m · 1000m · 13e 1500m |
| 1969 | 12e         |           |                          |
| 1970 | 4e          | 9e        |                          |
| 1971 | 4e          | Brons     |                          |
| 1972 | Brons       | Zilver    | 6e 1000m · 1500m · 3000m |

### Medaillespiegel
| Kampioenschap     | Goud · | Zilver · | Brons · |
| ----------------- | ------ | -------- | ------- |
| WK Allround       | 0      | 0        | 2       |
| WK Sprint         | 0      | 1        | 1       |
| Olympische Spelen | 1      | 2        | 1       |

1960: Lidia Skoblikova ·
1964: Lidia Skoblikova ·
1968: Kaija Mustonen ·
1972: Dianne Holum ·
1976: Galina Stepanskaja ·
1980: Annie Borckink ·
1984: Karin Enke ·
1988: Yvonne van Gennip ·
1992: Jacqueline Börner ·
1994: Emese Hunyady ·
1998: Marianne Timmer ·
2002: Anni Friesinger ·
2006: Cindy Klassen ·
2010: Ireen Wüst ·
2014: Jorien ter Mors ·
2018: Ireen Wüst ·
2022: Ireen Wüst